# Carlo Colombetti
Carlo Colombetti (Broni, 22 luglio 1923 – ...) è stato un calciatore italiano, di ruolo centrocampista.
Veniva chiamato Colombetti I, per distinguerlo dal fratello Aldo, anch'egli calciatore.

## Carriera
Cresciuto nella Stradellina, gioca per otto stagioni con il Monza, tra il 1948 e il 1956, collezionando 220 presenze e 14 reti, tra cui il rigore decisivo per la vittoria sul campo dell'Omegna, nel campionato 1950-1951, che consente ai brianzoli di essere promossi per la prima volta in Serie B. Con il Monza totalizza 107 presenze in cinque annate nella serie cadetta.
Nel 1956, all'età di 33 anni, scende in IV Serie, ingaggiato dal Piacenza, con cui ottiene nella stagione 1957-1958 l'ammissione in Serie C. Viene riconfermato anche in terza serie, come mediano sinistro titolare, disputando 24 partite di campionato; nella stessa annata milita insieme al fratello Aldo, acquistato dal Moto Alpino Stradella. Nella stagione successiva rimane formalmente in rosa, senza disputare partite di campionato in prima squadra, e ricopre anche il ruolo di vice dell'allenatore Július Korostelev, e nell'estate 1960 chiude la propria carriera agonistica, dopo aver disputato 71 partite di campionato con gli emiliani.

## Palmarès

### Club

#### Competizioni nazionali
- Serie C: 1

Monza: 1950-1951